# Пам'ятки Новобузького району
У Новобузькому районі Миколаївської області на обліку перебуває 1 пам'ятка архітектури, 40 — історії та 2 — монументального мистецтва

## Пам'ятки архітектури
| №п/п | Охоронний номер | Найменування пам'ятки | Адреса          | Рік  | Автор | Фото |
| ---- | --------------- | --------------------- | --------------- | ---- | ----- | ---- |
| 1.   |                 | Пелагеївська церква.  | Село Пелагіївка | 1905 |       |      |

## Пам'ятки історії
| №п/п | Охоронний номер | Найменування пам'ятки | Адреса                                          | Рік             | Автор                            | Фото |
| ---- | --------------- | --- | ----------------------------------------------- | --------------- | -------------------------------- | ---- |
| 1.   | 483             | Меморіальний комплекс — Могила Героя Радянського Союзу гвардії лейтенанта Москаленка М. І.; — Могила Героя Радянського Союзу матроса морської піхоти Цибулька В. Ф.; — Пам'ятний знак на честь воїнів-земляків, загиблих в роки ВВВ.                                 | Місто Новий Буг, пл. Гагаріна                   | 1965            | ск. В. Х. Федченко               |      |
| 2.   | 484             | * Місце загибелі Героя Радянського Союзу Б. І. Гребеннікова | Місто Новий Буг, вул. Гребеннікова              | 1967            |                                  |      |
| 3.   | 485             | Меморіальний комплекс: — Братська могила героїв Громадянської війни; — Братські могили радянських воїнів; — Могила Героя Радянського Союзу молодшого лейтенанта Гребеннікова Б. І.; — Братські могили мирних жителів; — Пам'ятний знак на честь воїнів-визволителів. | М. Новий Буг, парк біля райлікарні              |                 |                                  |      |
| 4.   | 502 а           | * Пам'ятник Герою Радянського Союзу матросу морської піхоти Цибульку В. Ф. | Місто Новий Буг, вул. Цибулько                  | 1966            |                                  |      |
| 5.   | _               | * Пам'ятник Антонівському комуністичному загону. | Село Баратівка, біля траси Новий Буг — Миколаїв | 1986            |                                  |      |
| 6.   | 476             | 2 Могили радянських воїнів (в могилі № 1 4 чоловіки, в могилі № 2 2 чоловіки) та пам'ятний знак на честь воїнів-земляків, загиблих в роки ВВВ (пам'ятник комплексний).                                                                                               | Село Баратівка, центр села                      | 1965            |                                  |      |
| 7.   | 1093            | Пам'ятний знак на честь воїнів-земляків, загиблих в роки ВВВ. | Село Березнегуватське, біля будинку культури    | 1973            | арх. Л. І. Ярошенко              |      |
| 8.   | 1092            | Могила Невідомого радянського воїна. | Село Білоцерківка, центр села                   | 1957            |                                  |      |
| 9.   | 1485            | Пам'ятний знак на честь воїнів-земляків, загиблих в роки ВВВ. | Село Білоцерківка, центр села                   | 1973            |                                  |      |
| 10.  | 1102            | Пам'ятний знак на честь воїнів-земляків, загиблих в роки ВВВ. | Село Вівсянівка, біля сільського клубу          | 1966            |                                  |      |
| 11.  | 478             | Пам'ятний знак на честь воїнів-земляків, загиблих в роки ВВВ. | Село Вільне Запоріжжя, головна вулиця           | 1971            |                                  |      |
| 12.  | 1109            | * Пам'ятник Герою Радянського Союзу гвардії лейтенанту Москаленку М. І. | Село Вільне Запоріжжя, в парку села             | 1965            | арх. Андрієнко                   |      |
| 13.  | 479             | Братська могила радянських воїнів (4 чоловіки) та пам'ятний знак на честь воїнів-земляків, загиблих в роки ВВВ (пам'ятник комплексний). | Село Ганнівка, біля сільського клубу            | 1965            |                                  |      |
| 14.  | 1094            | Могила комісара Крюкова І. М. | Село Григорівка, біля початкової школи          | 1965            |                                  |      |
| 15.  | 480             | Група братських могил радянських воїнів (в 5-ти Братських могилах 28 чоловік). | Село Діброва, на сільському кладовищі           | 1944, рек. 1975 |                                  |      |
| 16.  | 1096            | Братська могила радянських воїнів (34 чоловіки). | Село Єфрємівка, біля школи                      | 1945            |                                  |      |
| 17.  | 481             | Меморіальний комплекс — Братська могила радянським воїнам (13 чоловік); — Пам'ятний знак на честь воїнів-земляків, загиблих в роки ВВВ. | Село Кам'яне, в центрі села                     | 1970            | ск. Л. Яровенко                  |      |
| 18.  | _               | Братська могила радянських воїнів (3 чоловіки). | Село Лоцкине                                    | 1965            |                                  |      |
| 19.  | _               | Пам'ятний знак на честь воїнів-земляків, загиблих в роки ВВВ. | Село Майорівка, кладовище                       | 1975            |                                  |      |
| 20.  | 482             | Братська могила радянських воїнів (4 чоловіки). | Село Майорівка, кладовище                       | 1965            |                                  |      |
| 21.  | _               | Пам'ятний знак на честь воїнів-земляків, загиблих в роки ВВВ. | Село Мала Ганнівка                              | 1985            |                                  |      |
| 22.  | 486             | Братська могила радянських воїнів (3 чоловіки). | Село Нововасилівка, біля клубу                  | 1965            |                                  |      |
| 23.  | 1097            | Братська могила радянських воїнів (38 чоловік). | Село Новокостянтинівка, біля клубу              | 1970            |                                  |      |
| 24.  | 490             | Братська могила радянських воїнів (понад 20 чоловік). | Село Новомиколаївка, центр села                 | 1965            |                                  |      |
| 25.  | 1098            | Пам'ятний знак на честь воїнів-земляків, загиблих в роки ВВВ. | Село Новомиколаївка, біля будинку культури      | 1974            | ск. І. К. Романенко              |      |
| 26.  | 489             | Меморіальний комплекс: — Братська могила радянським воїнам (7 чоловік); — Пам'ятний знак на честь воїнів-земляків, загиблих в роки ВВВ. | Село Новомихайлівка, околиця села               | 1971            | ск. І. В. Роскошинський          |      |
| 27.  | 491             | Братська могила гвардії лейтенанта Ковальова М. Є. та радянських воїнів (кількість невідома). | Село Новополтавка, парк біля клубу              | 1965            |                                  |      |
| 28.  | 1099            | Пам'ятний знак на честь Березнегувато-Снігурівської операції («Катюша») | Село Новополтавка, південна околиця села        | 1974            |                                  |      |
| 29.  | 492             | Братська могила радянських воїнів (21 чоловік). | Село Новоселівка, центр села                    | 1967            |                                  |      |
| 30.  | 1100            | Братська могила радянських воїнів (87 чоловік). | Село Новохристофорівка, центр села              | 1963            | ск. Колісниченко                 |      |
| 31.  | 1101            | Братська могила радянських воїнів (53 чоловіки). | Село Новоюріївка, центр села                    | 1952            |                                  |      |
| 32.  | 494             | Братська могила радянських воїнів (12 чоловік). | Село Павлівка, центр села                       | 1965            |                                  |      |
| 33.  | 495             | Братська могила радянських воїнів (147 чоловік). | Село Пархомівка, біля контори                   | 1961            |                                  |      |
| 34.  | 1487            | Братська могила радянських воїнів (кількість та прізвища не встановлено). | Село Петрівка                                   | 1975            |                                  |      |
| 35.  | 1488            | Пам'ятний знак на честь воїнів-земляків, загиблих в роки ВВВ. | Село Розанівка, біля будинку культури           | 1971            | ск. І. І. Роскошинський          |      |
| 36.  | 1103            | Меморіальний комплекс — Братська могила радянських воїнів (16 чоловік); — Пам'ятний знак на честь воїнів-земляків, загиблих в роки ВВВ. | Село Софіївка, біля траси                       | 1972            | ск. М. Т. Іванова, Л. І. Калінін |      |
| 37.  | 1119            | * Пам'ятник командиру 13 Гвардійської механізованої бригади полковнику Щербакову Н. Є. | Село Софіївка, центр села                       | 1967            |                                  |      |
| 38.  | 1104            | Пам'ятний знак на честь воїнів-земляків, загиблих в роки ВВВ. | Село Улянівка, біля будинку культури            | 1971            | ск. І. І. Роскошинський          |      |
| 39.  | 501             | Братська могила радянських воїнів (49 чоловік). | Село Шевченкове, парк                           | 1967            |                                  |      |
| 40.  | 1106            | Братська могила радянських воїнів (20 чоловік). | Селище Щорсове, парк                            | 1967            |                                  |      |
|      |                 | |                                                 |                 |                                  |      |

## Пам'ятки монументального мистецтва
| №п/п | Охоронний номер | Найменування пам'ятки                     | Адреса                       | Рік  | Автор              | Фото |
| ---- | --------------- | ----------------------------------------- | ---------------------------- | ---- | ------------------ | ---- |
| 41.  | 500             | Пам'ятник В.І.Леніну                      | Місто Новий Буг, вул. Леніна | 1964 | ск. В. Х. Федченко |      |
| 42.  | _               | Пам'ятник воїнам-визволителям (плієвцям). | Місто Новий Буг              | 1986 |                    |      |
|      |                 |                                           |                              |      |                    |      |